# Coleophora karvoneni
Coleophora karvoneni é uma espécie de mariposa do gênero Coleophora pertencente à família Coleophoridae.